# 2022-es úszó-Európa-bajnokság
A 2022-es úszó-Európa-bajnokságot Olaszországban, Rómában rendezték augusztus 11. és 21. között. Róma korábban egy, Olaszország összesen négy alkalommal rendezett úszó-Európa-bajnokságot.
Az esemény pontosan egybeesik a 2022-es Multisport Európa-bajnoksággal, de hivatalosan nem lesz része annak, eltérően a 2018-as Multisport Európa-bajnokságtól, amikor része volt.

## Eseménynaptár
| ● | Döntők |

| Augusztus        | 11 | 12 | 13 | 14 | 15 | 16 | 17 | 18 | 19 | 20 | 21 | Ö  |
| ---------------- | -- | -- | -- | -- | -- | -- | -- | -- | -- | -- | -- | -- |
| Úszás            | 3  | 6  | 7  | 5  | 6  | 7  | 9  |    |    |    |    | 43 |
| Nyílt vízi úszás |    |    |    |    |    |    |    | 2  | 2  | 2  | 1  | 7  |
| Szinkronúszás    | 1  | 3  | 2  | 3  | 3  |    |    |    |    |    |    | 12 |
| Műugrás          |    |    |    |    | 1  | 2  | 2  | 2  | 3  | 3  | 2  | 15 |
| Döntők           | 4  | 9  | 9  | 8  | 10 | 9  | 11 | 4  | 5  | 5  | 3  | 77 |
| Összesítés       | 4  | 13 | 22 | 30 | 40 | 49 | 60 | 64 | 69 | 74 | 77 | 77 |

## Összesített éremtáblázat
*    Olaszország (rendező)
| Helyezés             | Nemzet               | Arany | Ezüst | Bronz | Összesen |
| -------------------- | -------------------- | ----- | ----- | ----- | -------- |
| 1.                   | Olaszország*         | 19    | 19    | 14    | 52       |
| 2.                   | Ukrajna              | 9     | 3     | 0     | 12       |
| 3.                   | Nagy-Britannia       | 6     | 6     | 7     | 19       |
| 4.                   | Magyarország         | 5     | 7     | 3     | 15       |
| 5.                   | Svédország           | 4     | 2     | 1     | 7        |
| 6.                   | Hollandia            | 4     | 1     | 6     | 11       |
| 7.                   | Franciaország        | 3     | 7     | 7     | 17       |
| 8.                   | Németország          | 3     | 2     | 5     | 10       |
| 9.                   | Románia              | 2     | 0     | 0     | 2        |
| 10.                  | Svájc                | 1     | 3     | 0     | 4        |
| 11.                  | Görögország          | 1     | 1     | 2     | 4        |
| 12.                  | Litvánia             | 1     | 0     | 3     | 4        |
| 13.                  | Bosznia-Hercegovina  | 1     | 0     | 1     | 2        |
| 14.                  | Izrael               | 1     | 0     | 0     | 1        |
| 15.                  | Spanyolország        | 0     | 4     | 0     | 4        |
| 16.                  | Ausztria             | 0     | 2     | 4     | 6        |
| 17.                  | Lengyelország        | 0     | 1     | 1     | 2        |
| 18.                  | Finnország           | 0     | 1     | 0     | 1        |
| 18.                  | Dánia                | 0     | 1     | 0     | 1        |
| 20.                  | Portugália           | 0     | 0     | 2     | 2        |
| 20.                  | Szlovákia            | 0     | 0     | 2     | 2        |
| 22.                  | Törökország          | 0     | 0     | 1     | 1        |
| 22.                  | Szerbia              | 0     | 0     | 1     | 1        |
| Összesen (23 nemzet) | Összesen (23 nemzet) | 60    | 60    | 60    | 180      |

____
Forrás: roma2022.com

## A magyar versenyzők eredményei
| Érem  | Versenyző                                                                             | Versenyszám      | Versenyszám           | Dátum         |
| ----- | ------------------------------------------------------------------------------------- | ---------------- | --------------------- | ------------- |
| Arany | Németh Nándor Márton Richárd Holló Balázs Milák Kristóf Mészáros Dániel               | úszás            | Férfi 4 × 200 m gyors | augusztus 11. |
| Arany | Mihályvári-Farkas Viktória                                                            | úszás            | Női 400 m vegyes      | augusztus 13. |
| Arany | Milák Kristóf                                                                         | úszás            | Férfi 100 m pillangó  | augusztus 14. |
| Arany | Milák Kristóf                                                                         | úszás            | Férfi 200 m pillangó  | augusztus 16. |
| Arany | Kós Hubert                                                                            | úszás            | Férfi 200 m vegyes    | augusztus 17. |
| Ezüst | Verrasztó Dávid                                                                       | úszás            | Férfi 400 m vegyes    | augusztus 11. |
| Ezüst | Kovács Benedek                                                                        | úszás            | Férfi 200 m hát       | augusztus 13. |
| Ezüst | Milák Kristóf                                                                         | úszás            | Férfi 100 m gyors     | augusztus 13. |
| Ezüst | Jakabos Zsuzsanna                                                                     | úszás            | Női 400 m vegyes      | augusztus 13. |
| Ezüst | Németh Nándor Szabó Szebasztián Mészáros Dániel Milák Kristóf                         | úszás            | Férfi 4 × 100 m gyors | augusztus 14. |
| Ezüst | Mihályvári-Farkas Viktória                                                            | úszás            | Női 1500 m gyors      | augusztus 15. |
| Ezüst | Márton Richárd                                                                        | úszás            | Férfi 200 m pillangó  | augusztus 16. |
| Ezüst | Betlehem Dávid Olasz Anna Rasovszky Kristóf Rohács Réka                               | nyílt vízi úszás | Csapat                | augusztus 21. |
| Bronz | Pádár Nikolett Hosszú Katinka Ábrahám Lilla Késely Ajna Jakabos Zsuzsanna Molnár Dóra | úszás            | Női 4 × 200 m gyors   | augusztus 11. |
| Bronz | Molnár Dóra                                                                           | úszás            | Női 200 m hát         | augusztus 12. |
| Bronz | Késely Ajna                                                                           | úszás            | Női 400 m gyors       | augusztus 17. |

## Eredmények

### Úszás
- WR – világrekord
- ER – Európa-rekord
- CR – Európa-bajnoki rekord
- NR – országos rekord
- WJ – junior világrekord
- EJ – junior Európa-rekord
- =  – rekordbeállítás
- A csillaggal (*) jelölt versenyzők a váltók előfutamában szerepeltek.

#### Férfiak
| Versenyszám           | Arany | Arany              | Ezüst | Ezüst    | Bronz | Bronz      |
| --------------------- | --- | ------------------ | --- | -------- | --- | ---------- |
| 50 m gyorsúszás       | Ben Proud · Nagy-Britannia | 21,58              | Leonardo Deplano · Olaszország | 21,60    | Kristian Gkolomeev · Görögország | 21,75      |
| 100 m gyorsúszás      | David Popovici · Románia | 46,86 WR           | Milák Kristóf · Magyarország | 47,47 NR | Alessandro Miressi · Olaszország | 47,63      |
| 200 m gyorsúszás      | David Popovici · Románia | 1:42,97 WJ, CR, NR | Antonio Djakovic · Svájc | 1:45,60  | Felix Auböck · Ausztria | 1:45,89    |
| 400 m gyorsúszás      | Lukas Märtens · Németország | CR                 | Antonio Djakovic · Svájc | 3:43,93  | Henning Mühlleitner · Németország | 3:44,53    |
| 800 m gyorsúszás      | Gregorio Paltrinieri · Olaszország | 7:40,86 CR         | Lukas Märtens · Németország | 7:42,65  | Lorenzo Galossi · Olaszország | 7:43,37 WJ |
| 1500 m gyorsúszás     | Mihajlo Romancsuk · Ukrajna | 14:36,10 NR        | Gregorio Paltrinieri · Olaszország | 14:39,79 | Damien Joly · Franciaország | 14:50,36   |
|                       | |                    | |          | |            |
| 50 m hátúszás         | Apostolos Christou · Görögország | 24,36 NR           | Thomas Ceccon · Olaszország | 24,40 NR | Ole Braunschweig · Németország | 24,68      |
| 100 m hátúszás        | Thomas Ceccon · Olaszország | 52,21              | Apostolos Christou · Görögország | 52,24    | Yohann Ndoye-Brouard · Franciaország | 52,92      |
| 200 m hátúszás        | Yohann Ndoye-Brouard · Franciaország | 1:55,62 NR         | Kovács Benedek · Magyarország | 1:56,03  | Luke Greenbank · Nagy-Britannia | 1:56,15    |
|                       | |                    | |          | |            |
| 50 m mellúszás        | Nicolò Martinenghi · Olaszország | 26,33 NR           | Simone Cerasuolo · Olaszország | 26,95    | Lucas Matzerath · Németország | 27,11      |
| 100 m mellúszás       | Nicolò Martinenghi · Olaszország | 58,26 =NR          | Federico Poggio · Olaszország | 58,98    | Andrius Šidlauskas · Litvánia | 59,50      |
| 200 m mellúszás       | James Wilby · Nagy-Britannia | 2:08,96            | Matti Mattsson · Finnország | 2:09,40  | Luca Pizzini · Olaszország | 2:09,97    |
|                       | |                    | |          | |            |
| 50 m pillangóúszás    | Thomas Ceccon · Olaszország | 22,89              | Maxime Grousset · Franciaország | 22,97    | Diogo Ribeiro · Portugália | 23,07 NR   |
| 100 m pillangóúszás   | Milák Kristóf · Magyarország | 50,33              | Noè Ponti · Svájc | 50,87    | Jakub Majerski · Lengyelország | 51,22      |
| 200 m pillangóúszás   | Milák Kristóf · Magyarország | 1:52,01            | Márton Richárd · Magyarország | 1:54,78  | Alberto Razzetti · Olaszország | 1:55,01    |
|                       | |                    | |          | |            |
| 200 m vegyesúszás     | Kós Hubert · Magyarország | 1:57,22            | Alberto Razzetti · Olaszország | 1:57,82  | Gabriel Lopes · Portugália | 1:58,34    |
| 400 m vegyesúszás     | Alberto Razzetti · Olaszország | 4:10,60            | Verrasztó Dávid · Magyarország | 4:12,58  | Pier Andrea Matteazzi · Olaszország | 4:13,29    |
|                       | |                    | |          | |            |
| 4 × 100 m gyorsúszás  | Olaszország · Alessandro Miressi (47,76) · Thomas Ceccon (47,88) · Lorenzo Zazzeri (47,60) · Manuel Frigo (47,26) · Alessandro Bori* · Leonardo Deplano* · Filippo Megli*                          | 3:10,50            | Magyarország · Németh Nándor (47,86) · Szabó Szebasztián (48,42) · Mészáros Dániel (48,91) · Milák Kristóf (47,24)                                            | 3:12,43  | Nagy-Britannia · Jacob Whittle (48,72) · Matthew Richards (47,88) · Thomas Dean (47,74) · Edward Mildred (48,36)                        | 3:12,70    |
| 4 × 200 m gyorsúszás  | Magyarország · Németh Nándor (1:46,28) · Márton Richárd (1:47,01) · Holló Balázs (1:47,67) · Milák Kristóf (1:44,42) · Mészáros Dániel*                                                            | 7:05,38 NR         | Olaszország · Marco De Tullio (1:46,47) · Lorenzo Galossi (1:47,91) · Gabriele Detti (1:46,51) · Stefano Di Cola (1:45,36) · Matteo Ciampi* · Filippo Megli*  | 7:06,25  | Franciaország · Hadrien Salvan (1:46,50) · Wissam-Amazigh Yebba (1:45,92) · Enzo Tesic (1:47,51) · Roman Fuchs (1:47,04) · Mewen Tomac* | 7:06,97    |
|                       | |                    | |          | |            |
| 4 × 100 m vegyesúszás | Olaszország · Thomas Ceccon (52,82) · Nicolò Martinenghi (57,72) · Matteo Rivolta (50,75) · Alessandro Miressi (47,17) · Michele Lamberti* · Federico Poggio* · Federico Burdisso* · Manuel Frigo* | 3:28,46 CR         | Franciaország · Yohann Ndoye-Brouard (53,06) · Antoine Viquerat (1:00,48) · Clément Secchi (51,53) · Maxime Grousset (47,43) · Mewen Tomac* · Charles Rihoux* | 3:32,50  | Ausztria · Bernhard Reitshammer (54,68) · Valentin Bayer (59,54) · Simon Bucher (50,97) · Heiko Gigler (48,09)                          | 3:33,28    |

#### Nők
| Versenyszám           | Arany | Arany      | Ezüst | Ezüst    | Bronz | Bronz    |
| --------------------- | --- | ---------- | --- | -------- | --- | -------- |
| 50 m gyorsúszás       | Sarah Sjöström · Svédország | 23,91      | Katarzyna Wasick · Lengyelország | 24,20    | Valerie van Roon · Hollandia | 24,64    |
| 100 m gyorsúszás      | Marrit Steenbergen · Hollandia | 53,24      | Charlotte Bonnet · Franciaország | 53,62    | Freya Anderson · Nagy-Britannia | 53,63    |
| 200 m gyorsúszás      | Marrit Steenbergen · Hollandia | 1:56,36    | Freya Anderson · Nagy-Britannia | 1:56,52  | Isabel Marie Gose · Németország | 1:57,09  |
| 400 m gyorsúszás      | Isabel Marie Gose · Németország | 4:04,13    | Simona Quadarella · Olaszország | 4:04,77  | Késely Ajna · Magyarország | 4:08,00  |
| 800 m gyorsúszás      | Simona Quadarella · Olaszország | 8:20,54    | Isabel Marie Gose · Németország | 8:22,01  | Merve Tuncel · Törökország | 8:24,33  |
| 1500 m gyorsúszás     | Simona Quadarella · Olaszország | 15:54,15   | Mihályvári-Farkas Viktória · Magyarország | 16:02,15 | Martina Caramignoli · Olaszország | 16:12,39 |
|                       | |            | |          | |          |
| 50 m hátúszás         | Analia Pigrée · Franciaország | 27,27 NR   | Silvia Scalia · Olaszország | 27,53    | Maaike de Waard · Hollandia | 27,54    |
| 100 m hátúszás        | Margherita Panziera · Olaszország | 59,40      | Medi Harris · Nagy-Britannia | 59,46    | Kira Toussaint · Hollandia | 59,53    |
| 200 m hátúszás        | Margherita Panziera · Olaszország | 2:07,13    | Katie Shanahan · Nagy-Britannia | 2:09,26  | Molnár Dóra · Magyarország | 2:09,73  |
|                       | |            | |          | |          |
| 50 m mellúszás        | Rūta Meilutytė · Litvánia | 29,59      | Benedetta Pilato · Olaszország | 29,71    | Imogen Clark · Nagy-Britannia | 30,31    |
| 100 m mellúszás       | Benedetta Pilato · Olaszország | 1:05,97    | Lisa Angiolini · Olaszország | 1:06,34  | Rūta Meilutytė · Litvánia | 1:06,50  |
| 200 m mellúszás       | Lisa Mamié · Svájc | 2:23,27    | Martina Carraro · Olaszország | 2:23,64  | Kotryna Teterevkova · Litvánia | 2:24,16  |
|                       | |            | |          | |          |
| 50 m pillangóúszás    | Sarah Sjöström · Svédország | 24,96      | Marie Wattel · Franciaország | 25,33    | Maaike de Waard · Hollandia | 25,62    |
| 100 m pillangóúszás   | Louise Hansson · Svédország | 56,66      | Marie Wattel · Franciaország | 56,80    | Lana Pudar · Bosznia-Hercegovina | 57,27 NR |
| 200 m pillangóúszás   | Lana Pudar · Bosznia-Hercegovina | 2:06,80 NR | Helena Rosendahl Bach · Dánia | 2:07,30  | Ilaria Cusinato · Olaszország | 2:07,77  |
|                       | |            | |          | |          |
| 200 m vegyesúszás     | Anastasia Gorbenko · Izrael | 2:10,92    | Marrit Steenbergen · Hollandia | 2:11,14  | Sara Franceschi · Olaszország | 2:11,38  |
| 400 m vegyesúszás     | Mihályvári-Farkas Viktória · Magyarország | 4:37,56    | Jakabos Zsuzsanna · Magyarország | 4:39,79  | Freya Colbert · Nagy-Britannia | 4:40,06  |
|                       | |            | |          | |          |
| 4 × 100 m gyorsúszás  | Nagy-Britannia · Lucy Hope (54,88) · Anna Hopkin (53,44) · Medi Harris (54,61) · Freya Anderson (53,54)                                      | 3:36,47    | Svédország · Sarah Sjöström (53,12) · Louise Hansson (54,21) · Sara Junevik (55,12) · Sofia Åstedt (54,84)                                                    | 3:37,29  | Hollandia · Kim Busch (55,21) · Tessa Giele (54,60) · Valerie van Roon (54,76) · Marrit Steenbergen (53,02)                                                    | 3:37,59  |
| 4 × 200 m gyorsúszás  | Hollandia · Imani de Jong (1:58,97) · Silke Holkenborg (1:58,92) · Janna van Kooten (1:59,92) · Marrit Steenbergen (1:56,26) · Lotte Hosper* | 7:54,07    | Nagy-Britannia · Freya Colbert (1:58,72) · Lucy Hope (1:58,98) · Medi Harris (2:00,01) · Freya Anderson (1:57,02) · Tamryn van Selm* · Holly Hibbott*         | 7:54,73  | Magyarország · Pádár Nikolett (1:58,52) · Hosszú Katinka (2:00,62) · Késely Ajna (1:59,43) · Ábrahám Lilla Minna (1:57,16) · Jakabos Zsuzsanna* · Molnár Dóra* | 7:55,73  |
|                       | |            | |          | |          |
| 4 × 100 m vegyesúszás | Svédország · Hanna Rosvall (1:00,66) · Sophie Hansson (1:06,26) · Louise Hansson (56,29) · Sarah Sjöström (52,04)                            | 3:55,25    | Franciaország · Pauline Mahieu (1:00,17) · Charlotte Bonnet (1:06,49) · Marie Wattel (56,09) · Béryl Gastaldello (53,61) · Emma Terebo* · Adèle Blanchetière* | 3:56,36  | Hollandia · Kira Toussaint (1:00,29) · Tes Schouten (1:06,75) · Maaike de Waard (57,74) · Marrit Steenbergen (52,23) · Tessa Giele* · Valerie van Roon*        | 3:57,01  |

#### Vegyes
| Versenyszám           | Arany | Arany   | Ezüst | Ezüst      | Bronz | Bronz      |
| --------------------- | --- | ------- | --- | ---------- | --- | ---------- |
| 4 × 100 m gyorsúszás  | Franciaország · Maxime Grousset (48,02) · Charles Rihoux (48,39) · Charlotte Bonnet (53,34) · Marie Wattel (53,05) · Hadrien Salvan* · Lucile Tessariol* · Béryl Gastaldello* | 3:22,80 | Nagy-Britannia · Thomas Dean (48,46) · Matthew Richards (48,19) · Anna Hopkin (53,62) · Freya Anderson (53,03) · Edward Mildred* · Jacob Whittle* · Lucy Hope*                                     | 3:23,30    | Svédország · Björn Seeliger (48,09) · Robin Hanson (48,91) · Sarah Sjöström (52,68) · Louise Hansson (53,72) · Sofia Åstedt*                                                  | 3:23,40 NR |
| 4 × 200 m gyorsúszás  | Nagy-Britannia · Thomas Dean (1:46,15) · Matthew Richards (1:46,91) · Freya Colbert (1:57,29) · Freya Anderson (1:57,81) · Kieran Bird* · Jacob Whittle* · Lucy Hope*         | 7:28,16 | Franciaország · Hadrien Salvan (1:47,63) · Wissam-Amazigh Yebba (1:46,53) · Charlotte Bonnet (1:56,39) · Lucile Tessariol (1:58,70) · Roman Fuchs* · Giulia Rossi-Bene*                            | 7:29,25 NR | Olaszország · Stefano Di Cola (1:47,00) · Matteo Ciampi (1:47,69) · Alice Mizzau (1:58,73) · Antonietta Cesarano (1:58,43) · Filippo Megli* · Noemi Cesarano* · Linda Caponi* | 7:31,85 NR |
| 4 × 100 m vegyesúszás | Hollandia · Kira Toussaint (59,49) · Arno Kamminga (59,19) · Nyls Korstanje (50,72) · Marrit Steenbergen (52,33) · Tessa Giele*                                               | 3:41,73 | Olaszország · Thomas Ceccon (52,82) · Nicolò Martinenghi (58,13) · Elena Di Liddo (58,49) · Silvia Di Pietro (54,17) · Michele Lamberti* · Francesca Fangio* · Ilaria Bianchi* · Leonardo Deplano* | 3:43,61    | Nagy-Britannia · Medi Harris (1:00,20) · James Wilby (59,31) · Jacob Peters (51,84) · Anna Hopkin (53,34) · Lauren Cox* · Greg Butler*                                        | 3:44,69    |

### Nyílt vízi úszás

#### Férfi
| Versenyszám | Arany                              | Arany     | Ezüst                                | Ezüst     | Bronz                                | Bronz     |
| ----------- | ---------------------------------- | --------- | ------------------------------------ | --------- | ------------------------------------ | --------- |
| 5 km        | Gregorio Paltrinieri · Olaszország | 52:13,5   | Domenico Acerenza · Olaszország      | 52:14,2   | Marc-Antoine Olivier · Franciaország | 52:20,8   |
| 10 km       | Domenico Acerenza · Olaszország    | 1:50:33,6 | Marc-Antoine Olivier · Franciaország | 1:50:37,3 | Logan Fontaine · Franciaország       | 1:50:39,1 |
| 25 km       | Mario Sanzullo · Olaszország       |           | Dario Verani · Olaszország           |           | Matteo Furlan · Olaszország          |           |

#### Női
| Versenyszám | Arany                             | Arany     | Ezüst                           | Ezüst     | Bronz                               | Bronz     |
| ----------- | --------------------------------- | --------- | ------------------------------- | --------- | ----------------------------------- | --------- |
| 5 km        | Sharon van Rouwendaal · Hollandia | 56:58,7   | María de Valdés · Spanyolország | 57:00,2   | Giulia Gabbrielleschi · Olaszország | 57:00,3   |
| 10 km       | Leonie Beck · Németország         | 2:01:13,4 | Ginevra Taddeucci · Olaszország | 2:01:15,2 | Angélica André · Portugália         | 2:01:16,4 |
| 25 km       | Caroline Jouisse · Franciaország  |           | Barbara Pozzobon · Olaszország  |           | Veronica Santoni · Olaszország      |           |

#### Csapat
| Versenyszám  | Arany                                                                                      | Arany   | Ezüst                                                                        | Ezüst   | Bronz                                                                            | Bronz     |
| ------------ | ------------------------------------------------------------------------------------------ | ------- | ---------------------------------------------------------------------------- | ------- | -------------------------------------------------------------------------------- | --------- |
| Csapat, 5 km | Olaszország · Rachele Bruni · Ginevra Taddeucci · Gregorio Paltrinieri · Domenico Acerenza | 59:43.1 | Magyarország · Rohács Réka · Olasz Anna · Betlehem Dávid · Rasovszky Kristóf | 59:53.9 | Franciaország · Madelon Catteau · Aurélie Muller · Axel Reymond · Logan Fontaine | 1:00:08.3 |

### Műugrás

#### Férfiak
| Versenyszám           | Arany                                           | Arany  | Ezüst                                            | Ezüst  | Bronz                                           | Bronz  |
| --------------------- | ----------------------------------------------- | ------ | ------------------------------------------------ | ------ | ----------------------------------------------- | ------ |
| 1 m-es műugrás        | Jack Laugher · Nagy-Britannia                   | 413,40 | Lorenzo Marsaglia · Olaszország                  | 396,25 | Giovanni Tocci · Olaszország                    | 386,20 |
| 3 m-es műugrás        | Lorenzo Marsaglia · Olaszország                 | 453,85 | Jordan Houlden · Nagy-Britannia                  | 428,55 | Giovanni Tocci · Olaszország                    | 392,70 |
| 3 m-es szinkronugrás  | Nagy-Britannia · Anthony Harding · Jack Laugher | 412,83 | Olaszország · Lorenzo Marsaglia · Giovanni Tocci | 387,51 | Ukrajna · Olekszandr Horskovozov · Oleh Kolodij | 384,39 |
| 10 m-es toronyugrás   | Olekszij Szereda · Ukrajna                      | 493,55 | Noah Williams · Nagy-Britannia                   | 459,00 | Ben Cutmore · Nagy-Britannia                    | 438,35 |
| 10 m-es szinkronugrás | Nagy-Britannia · Ben Cutmore · Kyle Kothari     | 390,48 | Ukrajna · Olekszij Szereda · Kirill Boljuh       | 388,02 | Németország · Timo Barthel · Jaden Eikermann    | 369,30 |

#### Nők
| Versenyszám           | Arany                                                     | Arany  | Ezüst                                            | Ezüst  | Bronz                                         | Bronz  |
| --------------------- | --------------------------------------------------------- | ------ | ------------------------------------------------ | ------ | --------------------------------------------- | ------ |
| 1 m-es műugrás        | Elena Bertocchi · Olaszország                             | 264,25 | Emma Gullstrand · Svédország                     | 259,65 | Chiara Pellacani · Olaszország                | 259,05 |
| 3 m-es műugrás        | Chiara Pellacani · Olaszország                            | 318,75 | Michelle Heimberg · Svájc                        | 301,80 | Yasmin Harper · Nagy-Britannia                | 296,20 |
| 3 m-es szinkronugrás  | Németország · Lena Hentschel · Tina Punzel                | 281,16 | Olaszország · Elena Bertocchi · Chiara Pellacani | 260,76 | Svédország · Emilia Nilsson · Elna Widerström | 257,70 |
| 10 m-es toronyugrás   | Andrea Spendolini-Sirieix · Nagy-Britannia                | 333,60 | Szofija Liszkun · Ukrajna                        | 329,80 | Christina Wassen · Németország                | 314,10 |
| 10 m-es szinkronugrás | Nagy-Britannia · Andrea Spendolini-Sirieix · Lois Toulson | 303,60 | Ukrajna · Kszenija Bajlo · Szofija Liszkun       | 298,86 | Németország · Christina Wassen · Elena Wassen | 289,86 |

#### Vegyes
| Versenyszám        | Arany | Arany  | Ezüst                                                                          | Ezüst  | Bronz                                                                                  | Bronz  |
| ------------------ | --- | ------ | ------------------------------------------------------------------------------ | ------ | -------------------------------------------------------------------------------------- | ------ |
| 3 m szinkronugrás  | Németország · Tina Punzel · Lou Massenberg                                                               | 294,69 | Nagy-Britannia · Grace Reid · James Heatly                                     | 290,76 | Olaszország · Chiara Pellacani · Matteo Santoro                                        | 283,56 |
| 10 m szinkronugrás | Nagy-Britannia · Lois Toulson · Kyle Kothari                                                             | 300,78 | Ukrajna · Szofija Liszkun · Olekszij Szereda                                   | 298,59 | Olaszország · Sarah Jodoin Di Maria · Eduard Timbretti Gugiu                           | 290,28 |
| Csapatverseny      | Olaszország · Sarah Jodoin Di Maria · Chiara Pellacani · Eduard Timbretti Gugiu · Andreas Sargent Larsen | 402,55 | Ukrajna · Kszenija Bajlo · Viktorija Keszar · Kirill Boljuh · Danilo Konovalov | 399,05 | Nagy-Britannia · Andrea Spendolini-Sirieix · Grace Reid · James Heatly · Noah Williams | 384,70 |

### Szupertoronyugrás
| Versenyszám | Arany                          | Arany  | Ezüst                         | Ezüst  | Bronz                            | Bronz  |
| ----------- | ------------------------------ | ------ | ----------------------------- | ------ | -------------------------------- | ------ |
| Férfi       | Constantin Popovici · Románia  | 455,70 | Cătălin Preda · Románia       | 436,20 | Alessandro De Rose · Olaszország | 416,45 |
| Női         | Iris Schmidbauer · Németország | 309,30 | Antonina Visivanova · Ukrajna | 295,40 | Elisa Cosetti · Olaszország      | 284,30 |

### Szinkronúszás
| Versenyszám                 | Arany | Arany   | Ezüst | Ezüst   | Bronz | Bronz   |
| --------------------------- | --- | ------- | --- | ------- | --- | ------- |
| Egyéni szabad program       | Marta Fiedina · Ukrajna | 94,6333 | Linda Cerruti · Olaszország | 92,1000 | Vasiliki Alexandri · Ausztria | 91,8333 |
| Férfi egyéni szabad program | Giorgio Minisini · Olaszország | 88,4667 | Fernando Díaz del Río · Spanyolország | 83,3333 | Quentin Rakotomalala · Franciaország | 78,0000 |
| Egyéni rövid program        | Marta Fiedina · Ukrajna | 92,6394 | Linda Cerruti · Olaszország | 90,8839 | Vasiliki Alexandri · Ausztria | 90,0156 |
| Férfi egyéni rövid program  | Giorgio Minisini · Olaszország | 85,7033 | Fernando Díaz del Río · Spanyolország | 79,4951 | Ivan Martinović · Szerbia | 58,8834 |
| Páros szabad program        | Ukrajna · Maryna Aleksiiva · Vladyslava Aleksiiva | 94,7333 | Ausztria · Anna-Maria Alexandri · Eirini-Marina Alexandri | 93,0000 | Olaszország · Linda Cerruti · Costanza Ferro | 91,7000 |
| Páros rövid program         | Ukrajna · Maryna Aleksiiva · Vladyslava Aleksiiva | 92,8538 | Ausztria · Anna-Maria Alexandri · Eirini-Marina Alexandri | 91,9852 | Olaszország · Linda Cerruti · Costanza Ferro | 90,3577 |
| Csapat szabad program       | Ukrajna · Maryna Aleksiiva · Vladyslava Aleksiiva · Olesia Derevianchenko · Marta Fiedina · Veronika Hryshko · Anhelina Ovchynnikova · Anastasiia Shmonina · Valeriya Tyshchenko                                        | 95,1000 | Olaszország · Domiziana Cavanna · Linda Cerruti · Costanza Di Camillo · Costanza Ferro · Gemma Galli · Marta Iacoacci · Enrica Piccoli · Francesca Zunino                               | 92,6667 | Franciaország · Ambre Esnault · Laura González · Mayssa Guermoud · Oriane Jaillardon · Maureen Jenkins · Romane Lunel · Eve Planeix · Charlotte Tremble                                                                 | 90,5667 |
| Csapat rövid program        | Ukrajna · Maryna Aleksiiva · Vladyslava Aleksiiva · Olesia Derevianchenko · Marta Fiedina · Veronika Hryshko · Anhelina Ovchynnikova · Anastasiia Shmonina · Valeriya Tyshchenko                                        | 92,5106 | Olaszország · Domiziana Cavanna · Linda Cerruti · Costanza Di Camillo · Costanza Ferro · Gemma Galli · Marta Iacoacci · Marta Murru · Enrica Piccoli                                    | 90,3772 | Franciaország · Ambre Esnault · Laura González · Mayssa Guermoud · Oriane Jaillardon · Maureen Jenkins · Romane Lunel · Eve Planeix · Charlotte Tremble                                                                 | 88,0093 |
| Kombinációs kűr             | Ukrajna · Maryna Aleksiiva · Vladyslava Aleksiiva · Olesia Derevianchenko · Marta Fiedina · Veronika Hryshko · Sofiia Matsiievska · Daria Moshynska · Anhelina Ovchynnikova · Anastasiia Shmonina · Valeriya Tyshchenko | 95,2000 | Olaszország · Domiziana Cavanna · Linda Cerruti · Costanza Di Camillo · Costanza Ferro · Gemma Galli · Marta Iacoacci · Marta Murru · Enrica Piccoli · Federica Sala · Francesca Zunino | 92,6667 | Görögország · Zoi Agrafioti · Maria Alzigkouzi Kominea · Eleni Fragkaki · Krystalenia Gialama · Zoi Karangelou · Maria Karapanagiotou · Danai Kariori · Ifigeneia Krommydaki · Sofia Malkogeorgou · Andriana Misikevych | 89,4000 |
| Highlight kűr               | Ukrajna · Maryna Aleksiiva · Vladyslava Aleksiiva · Olesia Derevianchenko · Marta Fiedina · Veronika Hryshko · Sofiia Matsiievska · Daria Moshynska · Anhelina Ovchynnikova · Anastasiia Shmonina · Valeriya Tyshchenko | 94,0667 | Olaszország · Domiziana Cavanna · Linda Cerruti · Costanza Di Camillo · Costanza Ferro · Gemma Galli · Marta Iacoacci · Marta Murru · Enrica Piccoli · Federica Sala · Francesca Zunino | 91,7000 | Franciaország · Camille Bravard · Manon Disbeaux · Ambre Esnault · Laura González · Mayssa Guermoud · Maureen Jenkins · Romane Lunel · Eve Planeix · Charlotte Tremble · Mathilde Vigneres                              | 89,2000 |
| Vegyes szabad program       | Olaszország · Giorgio Minisini · Lucrezia Ruggiero | 89,7333 | Spanyolország · Emma García · Pau Ribes | 84,7667 | Szlovákia · Jozef Solymosy · Silvia Solymosyová | 77,0333 |
| Vegyes rövid program        | Olaszország · Giorgio Minisini · Lucrezia Ruggiero | 89,3679 | Spanyolország · Emma García · Pau Ribes | 83,7548 | Szlovákia · Jozef Solymosy · Silvia Solymosyová | 75,5914 |